# Nicolaus Mulerius

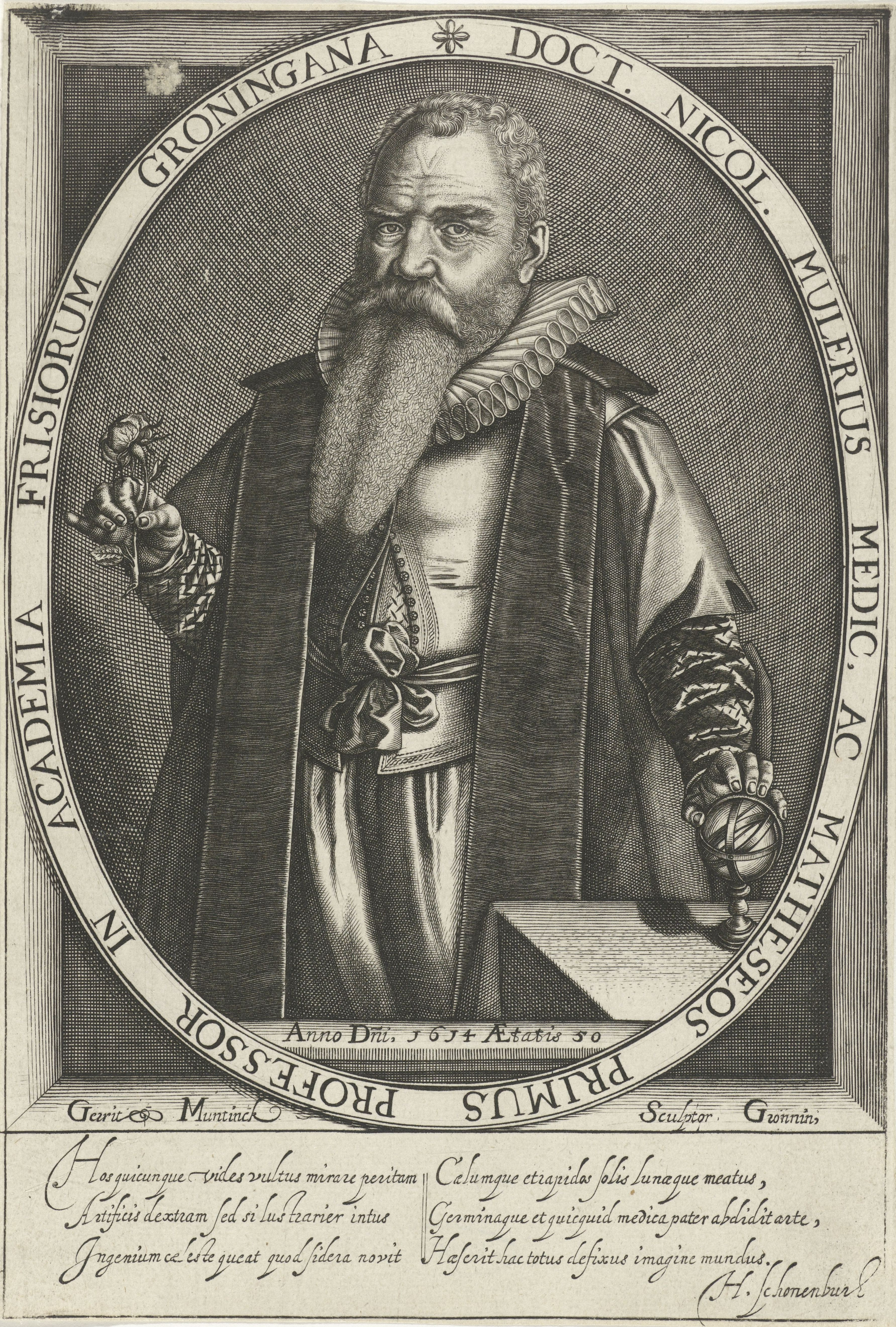
Nicolaus Mulerius

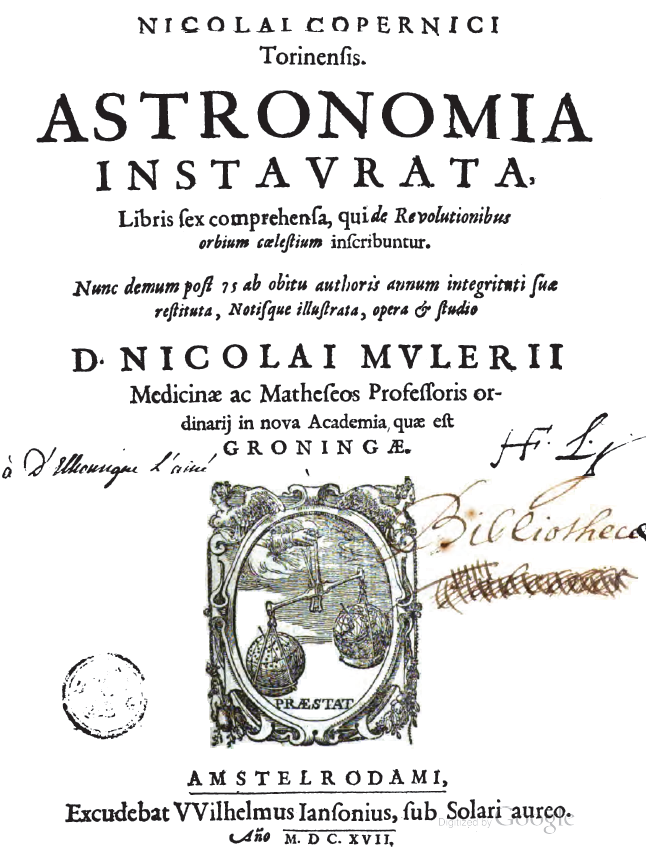
Dritte Auflage, Nicolaus Mulerius, Amsterdam 1617

Nicolaas Petrus Mulerius (lat. Müller; * 25. Dezember 1564 in Brügge; † 5. September 1630 in Groningen) war Professor für Medizin und Mathematik an der Universität Groningen und erster Bibliothekar der Universitätsbibliothek Groningen, von 1619 bis 1621 und von 1626 bis 1630.
Im Jahr 1617, rechtzeitig zum 75. Jahrestag des Todes von Nicolaus Copernicus, publizierte er eine dritte Auflage von dessen De revolutionibus orbium coelestium.

## Werke
- Naturae tabulae Frisicae lunae-solares quadruplices, quibus accessere solis tabulae totidem, hypotheses Tychonis illustratae; Kalendarium Rom. vetus, cum methodo Paschali emendatâ. Meester, Alcmar 1611. (Digitalisat)
- Institutionum astronomicarum libri II, quibus etiam continentur geographiae principia, nec non pleraque ad artem navigandi facientia. Sasse, Groningen 1616. (Digitalisat)
- Astronomia instaurata, libris 6 comprehensa, qui de revolutionibus orbium coelestium inscribuntur. Janson, Amsterdam 1617. (Digitalisat)
- Iudæorum annus lunæ-solaris et turc-arabum annus merê lunaris. Recens uterque è suis fontibus dedectus, & cum anno romano facili methodo connexus. Sass, Groningen 1630. (Digitalisat)
- Exercitationes in Apocalypsin S. Johannis apostoli. Sass, Harderwijk 1691. (Digitalisat)